# Cubewano

Die Bahnen der Cubewanos (blau) im Vergleich zu denen der Plutinos (rot). Gelb: Neptunbahn.

Ein Cubewano ist ein Kuipergürtel-Objekt (Kuiper Belt Object, KBO), das die Sonne in einer Entfernung zwischen 41 und 50 Astronomischen Einheiten (AE) umkreist und keine Bahnresonanz mit den äußeren Planeten aufweist. Diese auch als klassische Kuipergürtel-Objekte (Classical Kuiper Belt Objects, CKBOs) bezeichneten Himmelskörper bewegen sich auf fast kreisförmigen Bahnen, also mit geringer Exzentrizität, und mit Bahnneigungen von bis zu 30° um die Sonne.
Etwa zwei Drittel der bekannten KBOs bewegen sich auf einer solchen kreisähnlichen Bahn um ihr Zentralgestirn. Die anderen gehören zu den Gruppen der resonanten KBOs, wie den Plutinos, oder zu den Scattered Disk Objects (SDOs).
Ende September 2020 wurde die Entdeckung zweier klassischer Kuipergürtel-Objekte mit Perihelen bei 50 AE (2020 KY11) und bei fast 65 AE (2020 KX11) bekanntgegeben.

## Benennung
Die Bezeichnung Cubewano ist abgeleitet von der englischen Aussprache der provisorischen Bezeichnung (1992 QB1) des ersten gefundenen KBOs (15760) Albion als „Q-B-one“.

## Bekannte Cubewanos
- (15760) Albion: erstes Objekt, das jenseits der Plutobahn entdeckt wurde
- (136472) Makemake: nach (134340) Pluto das zweithellste KBO
- (486958) Arrokoth (inoffizieller, vorläufiger Name „Ultima Thule“), Ziel der Sonde New Horizons
- (50000) Quaoar
- (20000) Varuna
- (120347) Salacia
- (55565) 2002 TX300
- (55565) Aya
- (55637) 2002 UX25
- (174567) Varda
- (523678) 2013 XB26: größter bekannter Cubewano mit Perihel über 45 AE
- (612085) 1999 CL119: nicht verloren gegangener Cubewano mit dem zwischenzeitlich höchsten bekannten Perihel (46,42 AE)
- 2020 KY11: weit jenseits der 47 AE-Grenze mit einem Perihel bei 49,88 AE
- 2020 KX11: sehr weit jenseits der 47 AE-Grenze mit einem Perihel bei 64,68 AE